# Symphonie burlesque de Bonis
La Symphonie burlesque, op. 185, est une œuvre de musique de chambre de la compositrice Mel Bonis.

## Composition
Mel Bonis compose sa Symphonie burlesque pour percussions, vents et piano. L'œuvre est publiée à titre posthume par les éditions Fortin en 2016.

## Structure
L'œuvre se compose de quatre mouvements :
1. En ballade
2. Pique-nique
3. Pastorale
4. Retour

## Analyse
La Symphonie burlesque est une suite ludique en quatre mouvements pour percussions (tambour de basque, cymbales, pistolet à bouchon, fouet, triangle, grelots, tambour, tambourin, bouteillophone, castagnettes, crécelles, mirlitons, tonnerre, arbre à pluie, xylophone), instruments à vent (cor en buis ou autre instrument à vent, clairon, sirène, trompe, jeu de tubes ou harmonica) et piano. L'œuvre raconte l'histoire d'une balade, jusqu'au retour mouvementé. On y trouve des averses, des accalmies ensoleillées, des airs joyeux et familiers comme « La Tonkinoise ». L'œuvre convient aux jeunes musiciens, mais non aux débutants, pour un travail autour des percussions, des instruments à vent et du piano.

## Sources
- Étienne Jardin, Mel Bonis (1858-1937) : parcours d'une compositrice de la Belle Époque, 2020 (ISBN 978-2-330-13313-9 et 2-330-13313-8, OCLC 1153996478, lire en ligne)